# Зубодер (Лонгі)
«Зубодер» (італ. Il cavadenti) — картина італійського живописця П'єтро Лонгі (1702–1785), представника венеційської школи. Створена приблизно у 1750 році. З 1799 року зберігається в колекції Пінакотеки Брера у Мілані.
Це полотно — одна із найвідоміших робіт художника. На ньому Лонгі без помпезності відтворює фасад Палацу дожів, перед яким розгортається сюжет. Картина написана з великою часткою гумору: зубодер із радістю показує присутнім щойно видалений зуб, а юнак прикриває рота хусткою. Навколо них зібрались перехожі, деякі з них — у типових венеційських масках. Серед них — хлоп'ята, що годують хлібом мавпу, і жінка-карлик, яка відповідає характерним італійським жестом на прохання жінки.
Стиль Лонгі не зазнавав яких-небудь змін, однак ця картина є однією із небагатьох, дату написання якої можна встановити більш-менш точно завдяки написам на пілястрах, які дозволяють датувати її між 1746 і 1752 роками.